# مگدشپرونگ
مگدشپرونگ (به آلمانی: Mägdesprung) یک منطقهٔ مسکونی در آلمان است که در هارتسگروده واقع شده‌است.